# Crime de perigo
Crime de Perigo é aquele que se consuma com a mera possibilidade de dano, ou seja, a exposição do bem a perigo de dano. Como exemplo, tem-se o crime  de periclitação da vida ou saúde de outrem, disposto no artigo 132 do Código Penal. O crime de perigo difere do crime de dano ao passo que este requere a efetiva produção do dano para a sua consumação.

## Classificação
Os crimes de perigo podem ser:
- De perigo concreto: realização do crime exige a existência de uma situação de efetivo perigo.
- De perigo abstrato: situação de perigo é presumida (como no caso da quadrilha ou bando). O agente é punido mesmo que não tenha cometido nenhum crime por si só.
- De perigo individual: é o que atinge uma pessoa ou um número determinado de pessoas (ver artigos 130 a 137 do Código Penal[1]).
- De perigo comum (ou coletivo): aquele que só se consuma se o perigo atingir um número indeterminado de pessoas (por exemplo, incêndio e explosão).
- De perigo atual: perigo que está acontecendo no momento.
- De perigo iminente: perigo que está prestes a acontecer.
- De perigo futuro (ou mediato): perigo que pode decorrer da conduta (por exemplo, porte de arma de fogo).